# David Russell Jack

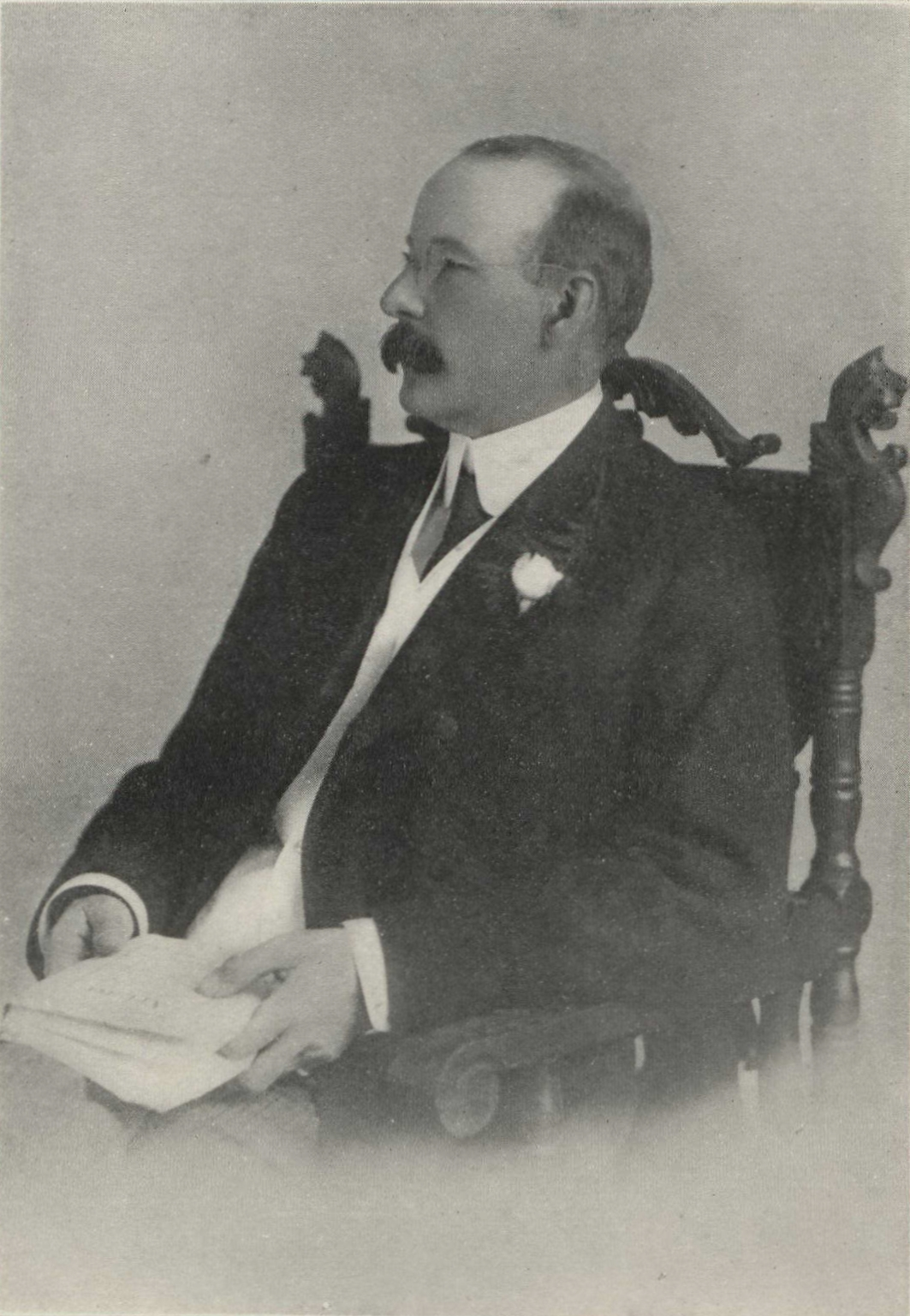
David Russell Jack

David Russell Jack (ur. 5 maja 1864, Saint John, zm. 2 grudnia 1913, Clifton Springs (Stany Zjednoczone)) – kanadyjski przedsiębiorca, polityk, pisarz, historyk i wydawca; wolnomularz.
Urodził się 5 maja 1864 w Saint John jako syn Henry’ego Jacka i Annie Carmichael Johnston w rodzinie lokalnych polityków i przedsiębiorców (był wnukiem Davida Williama Jacka, Hugh Johnstona, a prawnukiem Thomasa Millidge’a), wywodzących się ze środowiska brytyjskich lojalistów (ze strony ojca) oraz osób szkockiego pochodzenia (ze strony matki). Należał do Kościoła prezbiteriańskiego, był konserwatystą, wyrosłym w duchu lojalizmu wobec korony brytyjskiej, ale równocześnie opowiadał się za intensyfikacją działań na rzecz integracji kanadyjskiej i jej samowystarczalnością w zakresie kadr; wspierał też działania dążące do połączenia prowincji nadmorskich (Nowego Brunszwiku, Nowej Szkocji i Wyspy Księcia Edwarda) w jeden organizm administracyjny w ramach unii, należał do Liberalnej Partii Kanady. W 1881 ukończył publiczną szkołę drugiego stopnia (grammar school) w Saint John. Po śmierci ojca w 1884 przejął zarząd nad przedsiębiorstwem ubezpieczeniowym North British and Mercantile Insurence Company oraz urząd lokalnego hiszpańskiego wicekonsula (czynnie wspierał kontakty hiszpańsko-kanadyjskie). Działał na rzecz swojego miejsca urodzenia: w latach 90. XIX w. był radnym gminy Saint John, przewodniczył też komitetowi na rzecz wprowadzenia elektrycznego oświetlenia ulicznego oraz przez siedem lat w szkolnej radzie powierniczej (Board of School Trustees). Uczestniczył w przygotowaniach do wizyty brytyjskiej rodziny królewskiej w 1901 oraz do obchodów trzechsetlecia wyprawy Samuela de Champlaina i Pierre’a du Gua de Monsa z 1604 (tego pierwszego dodatkowo uhonorował fundacją pomnika w centrum miasta w 1910).
Od czasów szkolnych interesował się (bazując początkowo na przekazach rodzinnych) historią lokalną prowincji nadmorskich – w 1883 opublikował Centennial prize essay on the history of the city and country of Saint John (nagrodzona przez Mechanics’ Institute of Saint John), która jednak spotkała się z ambiwalentnym odzewem ze strony innych ówczesnych badaczy. Był autorem szeregu prac (ocenianych raczej jako wtórne) na temat lokalnych brytyjskich lojalistów (studiów genealogicznych i pozostawionej w rękopisie, niedokończonej monografii) i szkockich descendentów (History of Saint Andrew’s Church, Saint John, N. B., wyd. 1913; współpraca z Isaakiem Allenem Jackiem przy historii lokalnego towarzystwa św. Andrzeja), zajmował się też historią regionalnej prasy, szeroko pojętą kulturą materialną, geografią i etnografią prowincji nadmorskich. Prowadził działalność kolekcjonerską związaną z prowincjami nadmorskimi – w jego posiadaniu znajdowały się zarówno zabytki użytkowej kultury materialnej, jak i różnorodne druki (w tym historyczne czasopisma), których wiele przekazał lokalnej bibliotece. Był członkiem New Brunswick Historical Society (także jego wieloletnim sekretarzem), z którego ramienia w latach 1901–1908 wydawał z własnych środków czasopismo „Acadiensis”, będąc jego redaktorem i głównym autorem tekstów; poza tym należał także do New York Genealogical and Biographical Society (jako członek korespondent), Literary and Historical Society in Quebec oraz do New Brunswick Loyalist Society (jako tamtejszy historyk).
Promował również turystykę (należał do New Brunswick Tourist Board) – prócz artykułów o podróżach publikowanych przeważnie w kanadyjskiej prasie (m.in. w „Montreal Daily Star”, „University Magazine”, „Queen’s Quarterly”, brooklyńskim „Eagle” czy różnych czasopismach lokalnych), dążył też do stworzenia na wybrzeżu w Duck Cove koło Saint John (Bay Shore Beach) kurortu dla osób chcących kąpać się w oceanie w celach zdrowotnych, a także opublikował ulotkę dla rolników (Summer tourists. A manual for the New Brunswick farmer), opisując w niej strategię przyciągania do swoich gospodarstw turystów. Popularyzował również sztukę filmową – był właścicielem jednego z pierwszych kin w Saint John. Z zamiłowania tworzył również projekty architektoniczne (w New Brunswick Museum zachowały się plany apartamentowca oraz brał udział przy pracach nad jednym z pierwszych betonowych budynków w mieście). Należał także do takich organizacji jak: Royal Colonial Institute of London, Canadian Club, lokalne towarzystwo św. Andrzeja i Saint John Art Club, a także do masonerii (Albion Lodge).
Zmarł 2 grudnia 1913 w stanie bezżennym w amerykańskim Clifton Springs, przebywając w tamtejszym sanatorium w związku z trapiącymi go problemami z sercem.